# Stora palatset i Konstantinopel

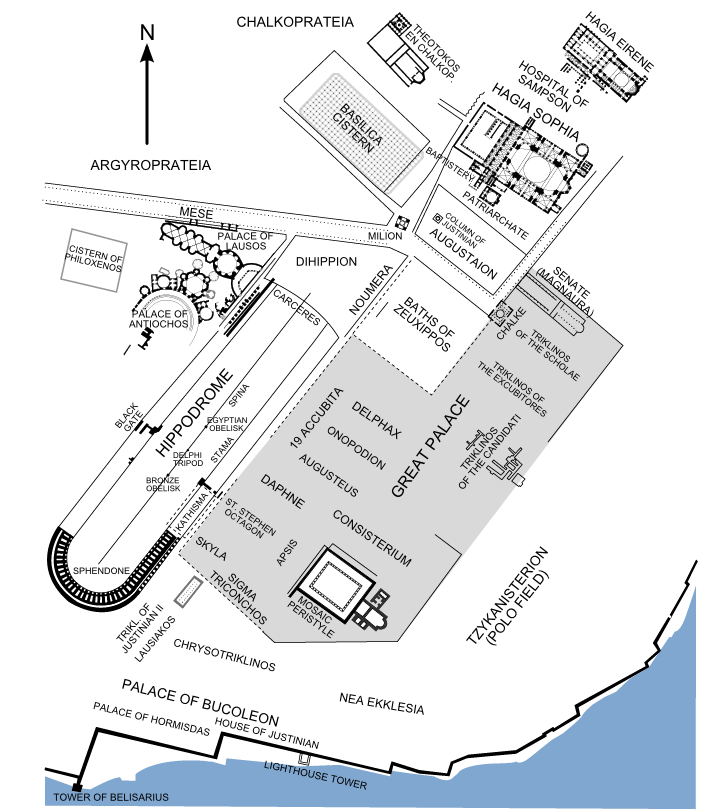
Kejsardistriktet i Konstantinopel, med Stora palatset, hippodromen och Hagia Sofia; kvarvarande byggnader och ruiner är utmärkta i svart

Stora palatset (grekiska: Μέγα Παλάτιον Méga Palátion) var ett palatskomplex i Konstantinopel. Det var huvudsakligt säte för de bysantinska kejsarna från stadens grundande år 330 till 1081 och centrum för Bysantinska rikets administration. Palatset förstördes i Nikaupproret 532 men återuppbyggdes omedelbart och utökades av Justinianus I. 

## Historik
På 1000-talet började kejsarna att föredra Blachernaipalatset som bostad men fortsatte att använda Stora palatset för administrativt och ceremoniellt bruk. Palatset plundrades 1204 under fjärde korståget. 
Under Latinska riket (1204-1261) fortsatte palatset att användas men förföll gradvis på grund av bristande resurser eftersom den regerande dynastin föredrog Bukoleon. När det Bysantinska riket återupprättades 1261, fortsatte palatset att försummas, eftersom den återinstallerade bysantinska kejsarfamiljen föredrog Blachernaipalatset.
När Mehmet II erövrade Konstantinopel var palatset redan övergivet och i sönderfall.
Av palatskomplexet kvarstår endast ett fåtal ruiner. På 1930-talet grävdes ett antal bysantinska mosaiker från palatsområdet fram och blev grunden för ett mosaikmuseum, Büyük Saray Mozaikleri Müzesi.

## Bildgalleri

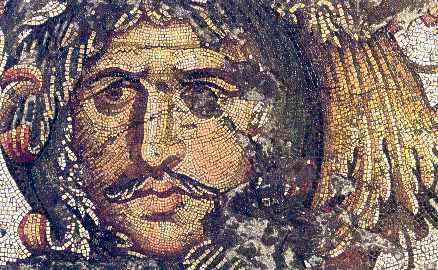
Golvmosaik från det Stora palatset